# Семёновский мост (Ярославль)
Семёновский мост — автомобильно-пешеходный мост через Семёновский овраг в Ярославле, над нижней частью улицы Красный съезд, часть Волжской набережной.
Памятник архитектуры федерального значения.

## История
Первый каменный мост через Семёновский съезд к Волге был возведён в 1820 году в ходе благоустройства Волжской набережной по инициативе губернатора Александра Безобразова. Построен по образцовому проекту в стиле классицизма. Мощные пилоны моста, поддерживающие три арочных свода, оформлены парными колоннами, первоначально имевшими дорические капители. Мост ограждён парапетом с чугунной решеткой.
В 1850-х годах боковые арки заложили и устроили в них торговые лавки. В 1913 году мост реконструирован под руководством архитектора Николая Лермонтова — были раскрыты боковые пролёты, а дорические капители колонн заменены ионическими.
Название Семёновский мост и съезд получили по находившейся у начала съезда церкви Симеона Столпника. Употреблялось также разговорное название Семёновские ворота.

## Галерея

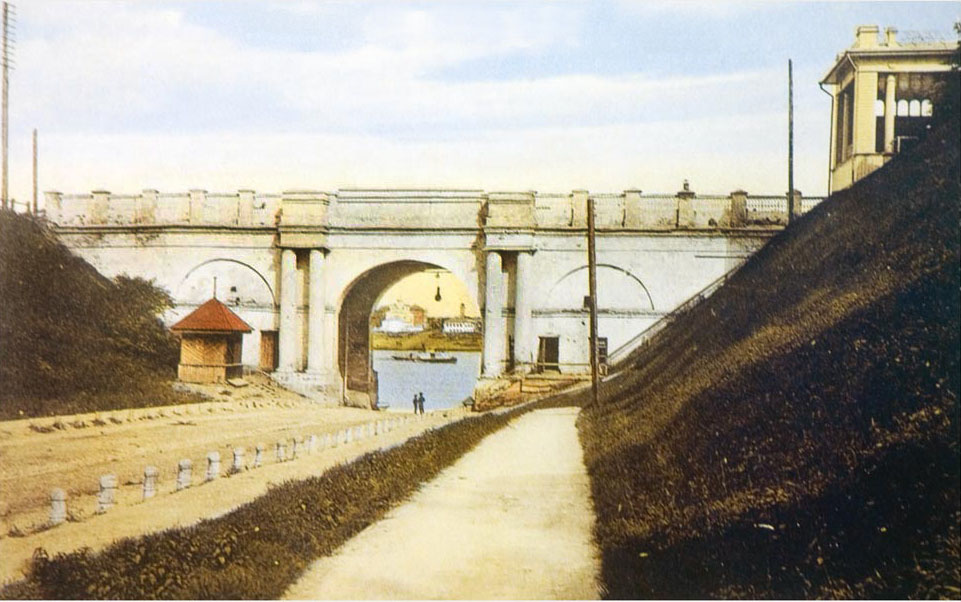
Мост в конце XIX века. Вид со спуска
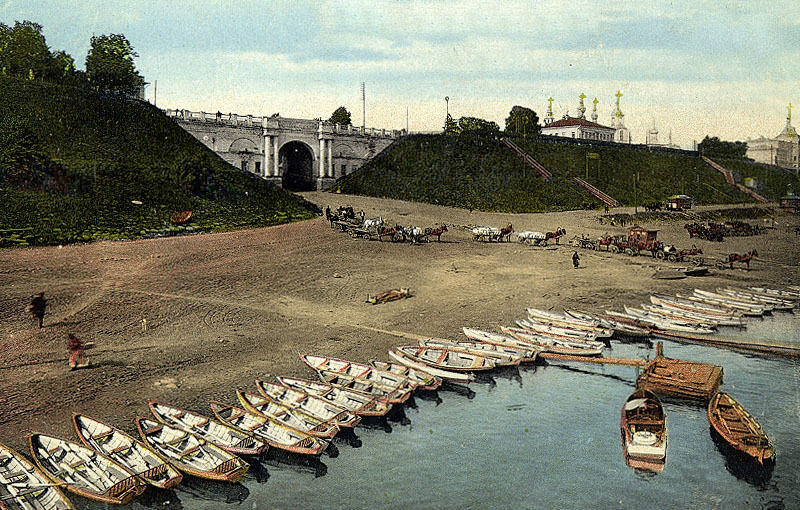
Мост в конце XIX века. Вид с Волги
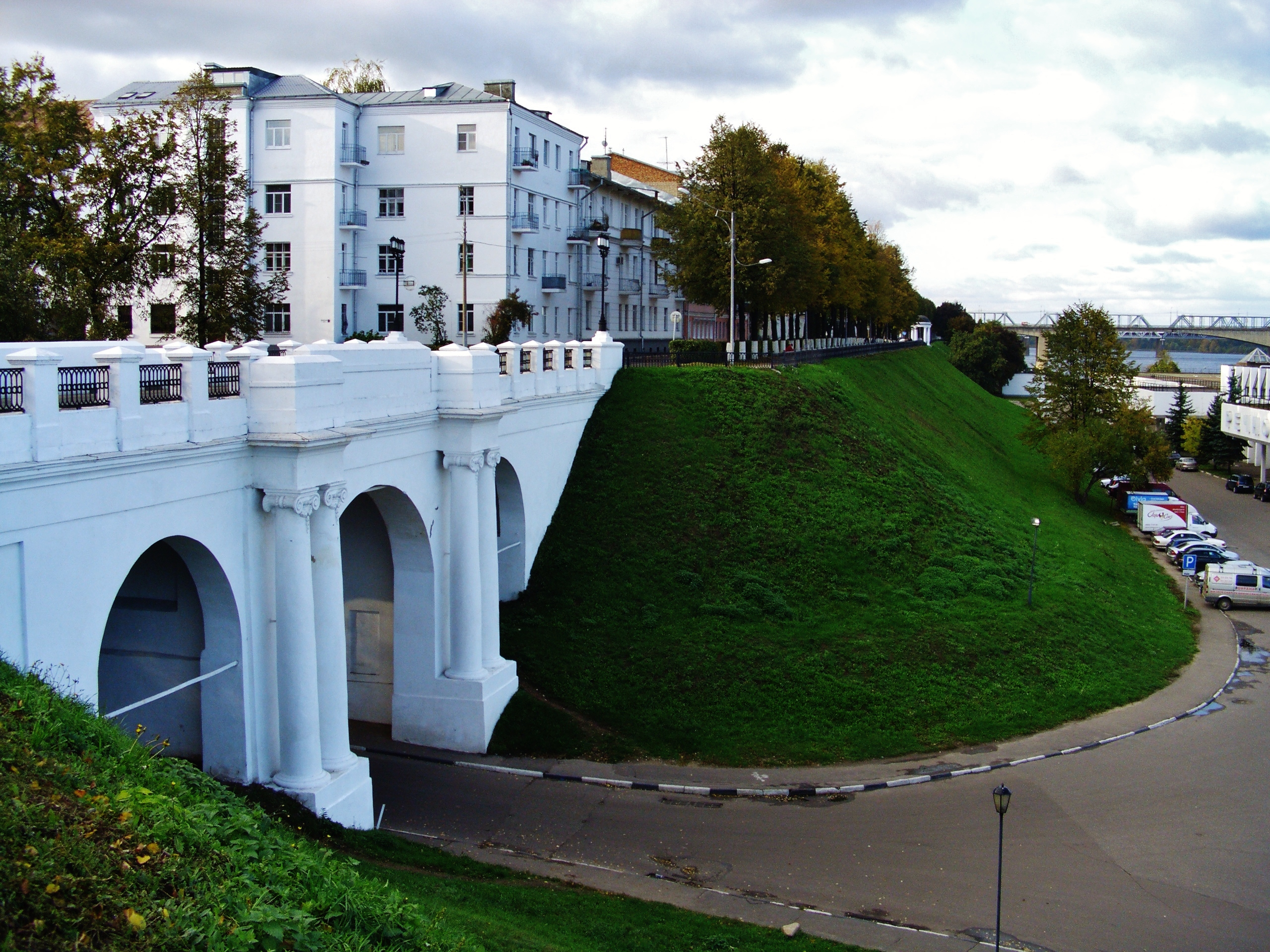
Вид с верхнего яруса набережной
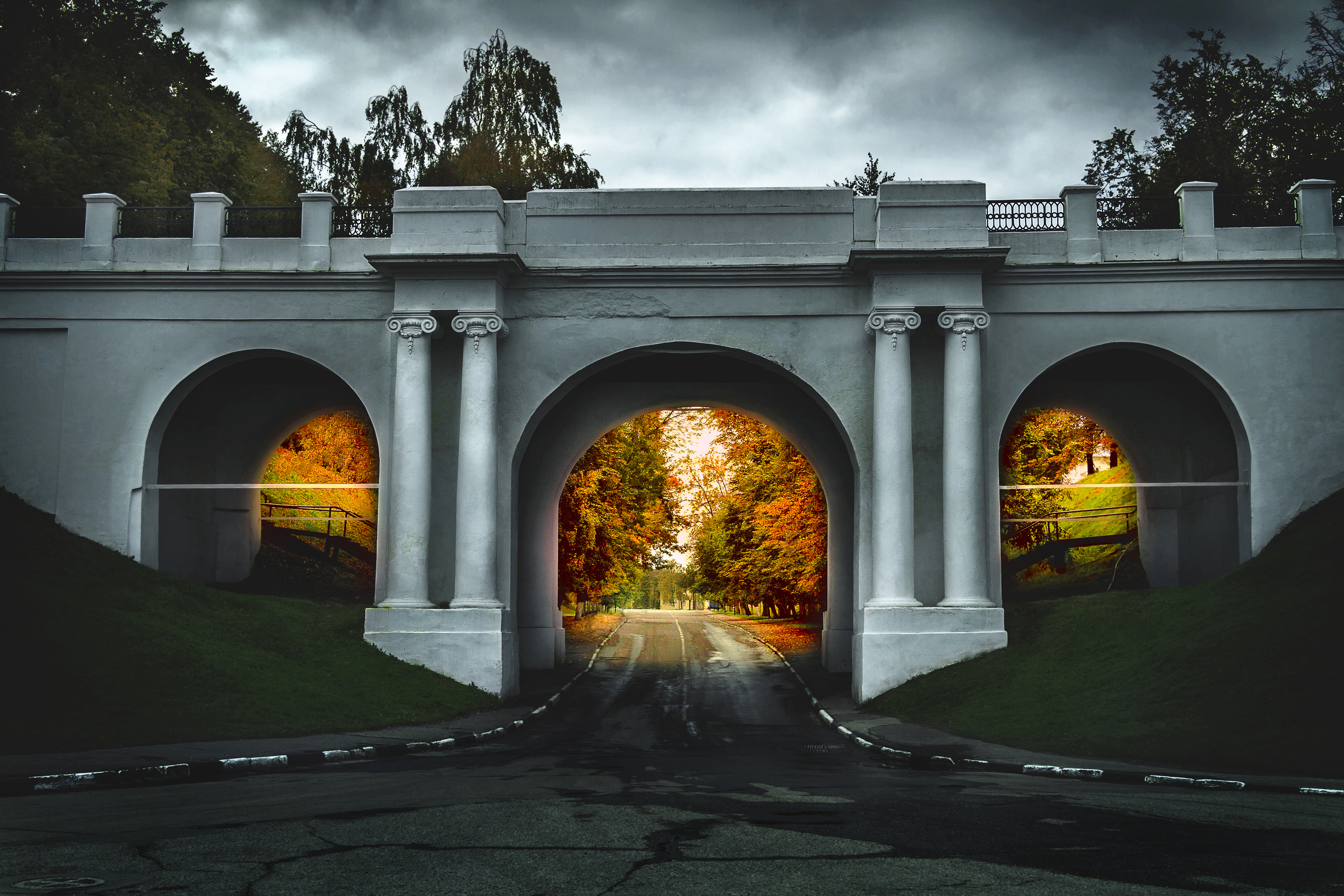
Мост в 2017 году